# کوه دالپری
کوه دالپری در ۳۵ کیلومتری شرقِ دهلران و غرب روستای مولاب قرار دارد و سرچشمهٔ رودخانه‌های چی‌خواب و آب مورموری است.